# 内特罗
内特罗（義大利語：Netro），是意大利皮埃蒙特大区比耶拉省的一个市镇。总面积12.63平方公里，人口1007人，人口密度79.7人/平方公里（2009年）。ISTAT代码为096039。